# كأس سوريا 2015
كأس سوريا 2015 هو موسم من كأس سوريا. فاز به نادي الوحدة.